# Sam (muziek)
Sam betekent in de Hindoestaanse muziek het belangrijkste ritmische accent in de tala: het is namelijk de eerste tel van de cyclus.
Elke uitvoering van een raga eindigt met een uitgebreide tihai die naar de sam leidt: een extatische ontknoping.